# João (filho de Sisiníolo)
João (m. 545) foi um oficial militar bizantino que atuou na África durante o reinado do imperador Justiniano (r. 527–565). 

## Vida
João era um dos arcontes enviados, em 539, com Salomão à recém-conquistada prefeitura pretoriana da África. Segundo Flávio Crescônio Coripo, ocupava o posto de duque, sob autoridade do mestre dos soldados e acima dos tribunos; foi mestre dos soldados vacante ou homem espectável, talvez com o título de conde dos assuntos militares. Sua próxima menção ocorre após 544, após a morte de Salomão na Batalha de Cílio. À época estava sob comando de Sérgio, a quem ele e os demais oficiais achavam rude e ingrato. Tal sentimento levou-os a não cumprirem suas ordens e, por conseguinte, nenhuma ação foi tomada contra os raides mouros de Antalas, nem contra as forças do rebelde Estútias.
Depois, João se rendeu aos apelos dos habitantes da província e liderou tropas contra Antalas e Estútias, esperando se reunir com as forças do duque de Bizacena Himério; contudo, avesso aquilo que imaginou, Himério havia caído nas mãos dos inimigos. Depois da chegada de Areobindo, provavelmente na primavera de 545, João esteve sob a autoridade conjunta de Areobindo e Sérgio. No mesmo ano, Areobindo lhe ordenou investir contra Antalas e Estútias que estavam estacionados nas proximidades de Sica Venéria (próximo a fronteira com a Numídia). Suas forças eram numericamente inferiores às de seus inimigos, e após Sérgio se recusar a enviar reforços, os bizantinos foram derrotados e João foi morto na Batalha de Tácia, porém não antes de desferir um golpe fatal contra Estútias.